# 2578 Saint-Exupéry
2578 Saint-Exupéry là một tiểu hành tinh nằm trên vành đai chính, được Tamara M. Smirnova phát hiện vào ngày 2 tháng 11 năm 1975. Nó được đặt theo tên của một nhà văn phi công người Pháp, ông Antoine de Saint-Exupéry. Cái tên này tương ứng với tiểu hành tinh là nơi sống của một nhân vật nổi tiếng nhất trong các tác phẩm văn học của Saint-Exupéry, Hoàng tử bé.
Trong "Hoàng tử bé", hành tinh của hoàng tử có số hiệu là "B612", hơi khác với số hiệu của 2578 Saint-Exupéry's là 1975 VW3. Tuy nhiên, đó là vì thực ra người ta đã phát hiện từ trước đó một tiểu hành tinh gọi là 46610 Bésixdouze, tên tiếng Pháp là "B-6-12" (B612 ở hệ lục phân là 46610).